# Ericeia umbrosa
Ericeia umbrosa là một loài bướm đêm trong họ Erebidae.